# 阿布贾国家清真寺
 阿布贾国家清真寺，亦称尼日利亚国家清真寺，是尼日利亚的国家清真寺。尼日利亚大量人口信奉伊斯兰教。该清真寺建于1984年，除集会活动时间外，也对非伊斯兰教徒开放。

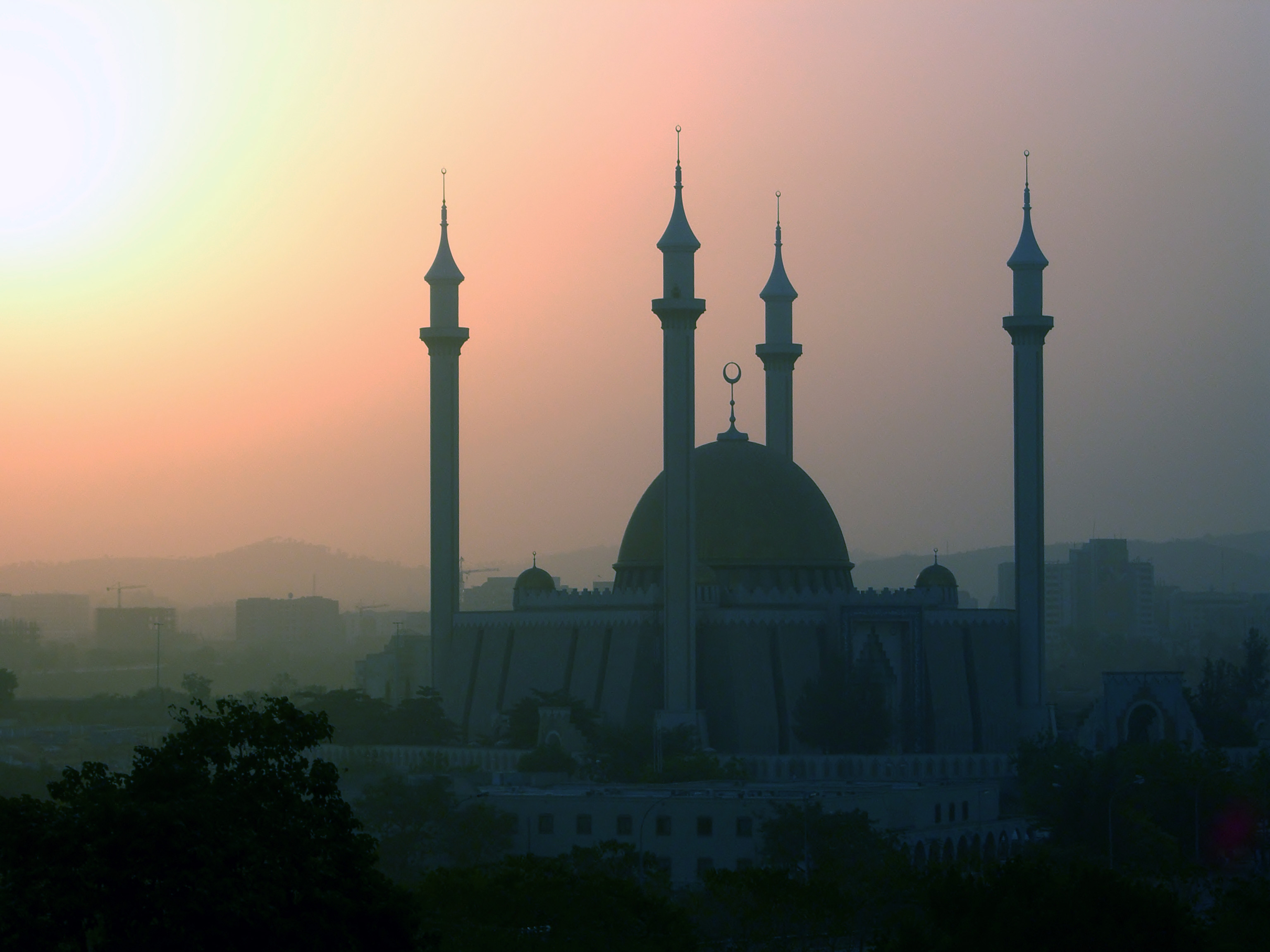
哈麦丹风盛行期间的清真寺